# Q;indivi
Q;indivi(큐인디비)는 일본의 작곡가인 다나카 유스케(일본어: 田中ユウスケ, 1977년 12월 24일 ~)를 중심으로 하는 일본의 전자 음악 그룹이다. 일본 내에서는 주로 광고 음악을 많이 만드는 것으로 유명하다.

## 음반 활동
- 《ComeBAby.,EP》 (2006년)
- 《ivy;》 (2007년)
- 《philharmornique;》 (2008년)